# Austin History Center
L'Austin History Center è l'archivio storico della città statunitense di Austin. Si trova al numero 810 di Guadalupe Street ed è considerato uno dei più importanti e forniti negli USA.
L'edificio fu aperto nel 1933. Inizialmente era unito alla biblioteca pubblica della città, ma negli anni 1970 furono separati e nacquero così l'Austin History Center e il John Henry Faulk Library.